# 幸福論
幸福論（こうふくろん、Eudaemonics）とは幸福ひいては人生そのものについての考察・論究のことをいう。
今日「三大幸福論」と言えば、ヒルティの『幸福論』（1891年）、アランの『幸福論』（1925年）、ラッセルの『幸福論』（1930年）による3つの幸福論を指す。

## 主な幸福論の特徴
- アリストテレス
  - 『ニコマコス倫理学』
    - 幸福とは快楽を得ることだけではなく、政治を実践し、または人間の霊魂の固有の形相である理性を発展させることであるとして、幸福主義をとなえた。
- エピクテトス
  - 『語録』
    - 己の力の及ぶものと及ばないものを識別し、自己抑制をもって生きることを説く。
- スピノザ
  - 『エチカ』
    - 物事を永遠の相のもとで見ることが幸福（神に対する知的愛）への道であるとする。
- ショーペンハウエル
  - 『幸福について』
    - 目先の環境に振り回されるのをやめ、すべては空しいと諦観することで精神的落ち着きを得るべきである。世俗的な幸福の源泉を人のあり方・人の有するもの・人の印象の与え方に大別した上、肝心なのは「人のあり方」であるとする。

  - 『意志と表象としての世界第四部』
    - 自他の区別を去った意志の否定を説く。
- アラン
  - 『幸福論』
    - 健全な身体によって心の平静を得ることを強調。すべての不運やつまらぬ物事に対して、 上機嫌にふるまうこと。また社会的礼節の重要性を説く。
- ラッセル
  - 『幸福論』
    - 己の関心を外部に向け、活動的に生きることを勧める。
- ヒルティ
  - 『幸福論』
    - 神のそば近くあることが永続的な幸福を約束するとする宗教的幸福論。
- 福田恆存
  - 『私の幸福論』
    - 不公正な世の現実を見据え、弱点を弱点と認識した上でとらわれなく生きること。望むものを手に入れるために戦い、敗北しても悔いないこと。

## 関連書籍
- ヒルティ『幸福論』岩波書店, ISBN 4003363833
- アラン『幸福論』集英社1993 ISBN 4087520374
- ラッセル『幸福論』岩波書店, ISBN 4003364937
- 神谷美恵子『生きがいについて』 みすず書房, 2004, ISBN 4622081814
- 飯田史彦『生きがいの本質―私たちは、なぜ生きているのか』PHP研究所 2001, ISBN 4569575943
- 渡邊二郎『人生の哲学』放送大学出版協会
- 中島義道『不幸論』PHP新書